# Club Deportivo Godoy Cruz Antonio Tomba
Maillots
Actualités
Club Deportivo Godoy Cruz Antonio Tomba, est un club argentin de football basé à Godoy Cruz, dans la province de Mendoza.
C'est le club le plus important de la région ouest de l'Argentine. Il dispute le Championnat d'Argentine de football.
Au niveau international, Godoy Cruz a participé à la Copa Libertadores (2011 et 2012) et à la Copa Sudamericana (2011 et 2014).

## Palmarès
- Primera B Nacional (2e division d'Argentine):
  - Champion : 2005-06
- Argentino A (3e division d'Argentine):
  - Champion : 1993-94